# Meripilaceae
Meripilaceae Walter Jülich, 1981) este o familie de ciuperci a încrengăturii Basidiomycota, în clasa Agaricomycetes și ordinul Polyporales, împărțită în 7 genuri cu aproximativ 74 specii (în Europa mult mai puține). Soiurile acestei familii au calități saprofite sau/și parazitare, fiind preponderent necomestibile, dar niciodată otrăvitoare. Tipul de gen este Meripilus.

## Taxonomie
Numele binomial Meripilaceae a fost determinat de micologul elvețian Walter Jülich (n. 1942), de verificat în volumul 85 al jurnalului Bibliotheca Mycologica din 1981.

## Genurile familiei
- Grifola (P.Micheli, 1729) Gray (1821) cu 8 specii[3]
- Henningsia Möller (1895) cu 5 specii[4]
- Hydnopolyporus D.A.Reid cu 2 specii[5]
- Meripilus P.Karst. (1882) cu 6 specii[6]
- Physisporinus (Pers.) P.Karst. (1889) cu 4 specii[7]
- Pseudonadsoniella T.O.Kondr. & S.Y. Kondr. (2015) cu o specie[8]
- Rigidoporus Murrill (1905)  cu 48 specii[9]

## Clasificare
Această familie este numai puțin documentată. Sigur este că aparține ordinului Polyporales, datorită cercetărilor moleculare, bazate pe analiza cladistică a secvențelor de ADN. Studiile care au utilizat o combinație de secvențe de gene rRNA, gene care codifică proteine de o singură copie, și analize filogenetice bazate pe genom au arătat că este un grup monofiletic.
Unele genuri stau între timp sub semn de întrebare, astfel:
- Henningsia este un gen comparat cu Rigidoporus, fiind însă considerat distinct dar asociat uneori familiei Polyporaceae. Polyporus liebmanni și Polystictus rigescens au fost excluse din gen.[11]
- Hydnopolyporus este considerat cel mai bine plasat în subfamilia Cladomeroideae din genul Polyporaceae. Sunt discutate asemănările dintre Heteroporus și Hydnopolyporus. Din punct de vedere anatomic, specia este considerată a fi monomitică cu hife generative hialine (translucide) și septate simplu. Speciile genului au o mare asemănare exterioară cu cele de genul Sparassis.[12]
- Pseudonadsoniella cu o singură specie (P. brunnea) este un gen nou anamorf de ciuperci din Antarctica asemănătoare drojdiei brune și producătoare de melanină, cu o creștere foarte lentă în cultură pe toate mijloacele nutritive. Prezintă o afiliere filogenetică la familia Meripilaceae după analiza filogenetică bazată pe secvențele ITS nrDNA, având însă și o asemănare mare cu genul Nadsoniella (aici specia N. nigra) Issatsch. (1914) din familia Herpotrichiellaceae Munk (1953). Apartenența mai este discutată.[13]

## Descriere
Genurile familiei diferă puternic cea ce privește aspectul macroscopic. 
- Grifola și Meripilus sunt cele mai bine descrise soiuri cu corpuri fructifere mari (amănunțiri vezi acolo).
- Physisporinus este un gen cu ciuperci mai mici mereu concrescute, resupinate, lăptoase cu carne albă până ocru, adesea sticloasă, aproape transparentă, care se decolorează la atingere încet brun la brun-roșiatic. Himeniul este format din pori fini de 4-6 pe mm.[14]
- Rigidoporus trăiește pentru mai mulți ani sau anuar, este un patogen de plante, provocând un putregai alb. Corpurile fructifere au doar în comun că poartă tuburi și pori, având în tinerețe o consistență de plută, devenind apoi foarte dure și numai greu de rupt. Exemplare mai vechi pot fi acoperite cu alge verzi și încapsulează nu rar iarbă, crenguțe și alte resturi. De altfel sunt de un aspect ceva deosebit, de exemplu soiurile europene: 
  - R. microporus cu pălării mari (20 cm), adesea suprapuse, tuburi de 1-5 mm și pori neregulați, foarte mici, cuticulă mai întâi incrustată, apoi netedă, cu benzi radiale, ocru, roz până roșu-portocalie sau izabel precum un himenofor crem până roz;
  - R. ulmarius și el cu pălărie mare în formă de consolă (până la 40 x 25 cm) și pori mici, cuticula fără benzi de un colorit crem, inițial catifelat cu nuanțe rozalii apoi neted, stratul fertil pe dedesubt decurent, mai întâi albicios, apoi ocru-gălbui;
  - R. lineatus o specie anuară cu de până la 30 cm în diametru constă din pălării de până la 8 cm mărime și o grosime maximală de 1 cm precum cuticule la început radial fibroase, albe, mai târziu gri deschise până bej sau chiar maronii cu margini albicioase, uneori cu benzi concentrice. Porii albi și decurenți sunt foarte mici (6-8 pori/mm).[15]

## Specii ale familiei în imagini

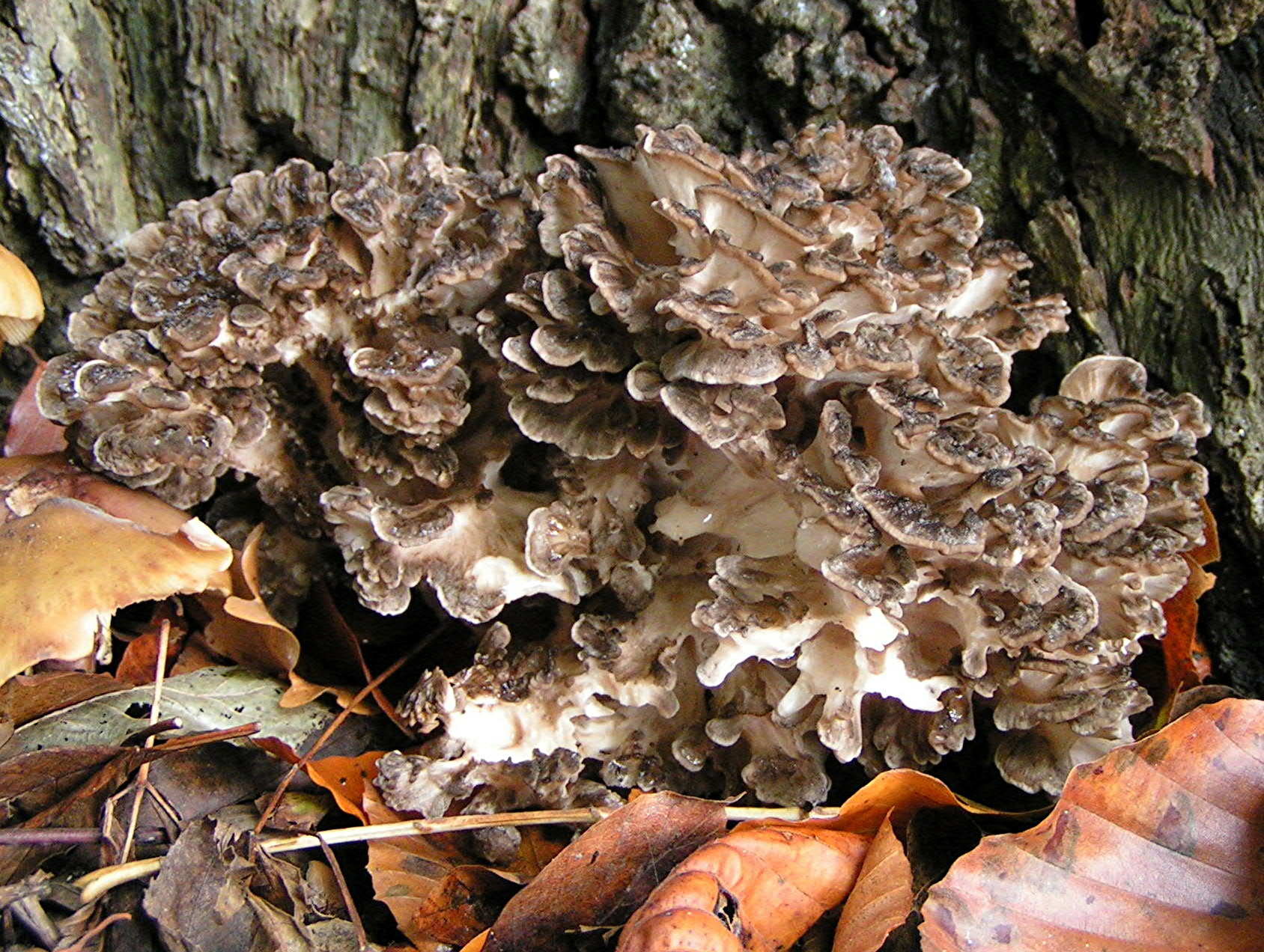
Grifola frondosa
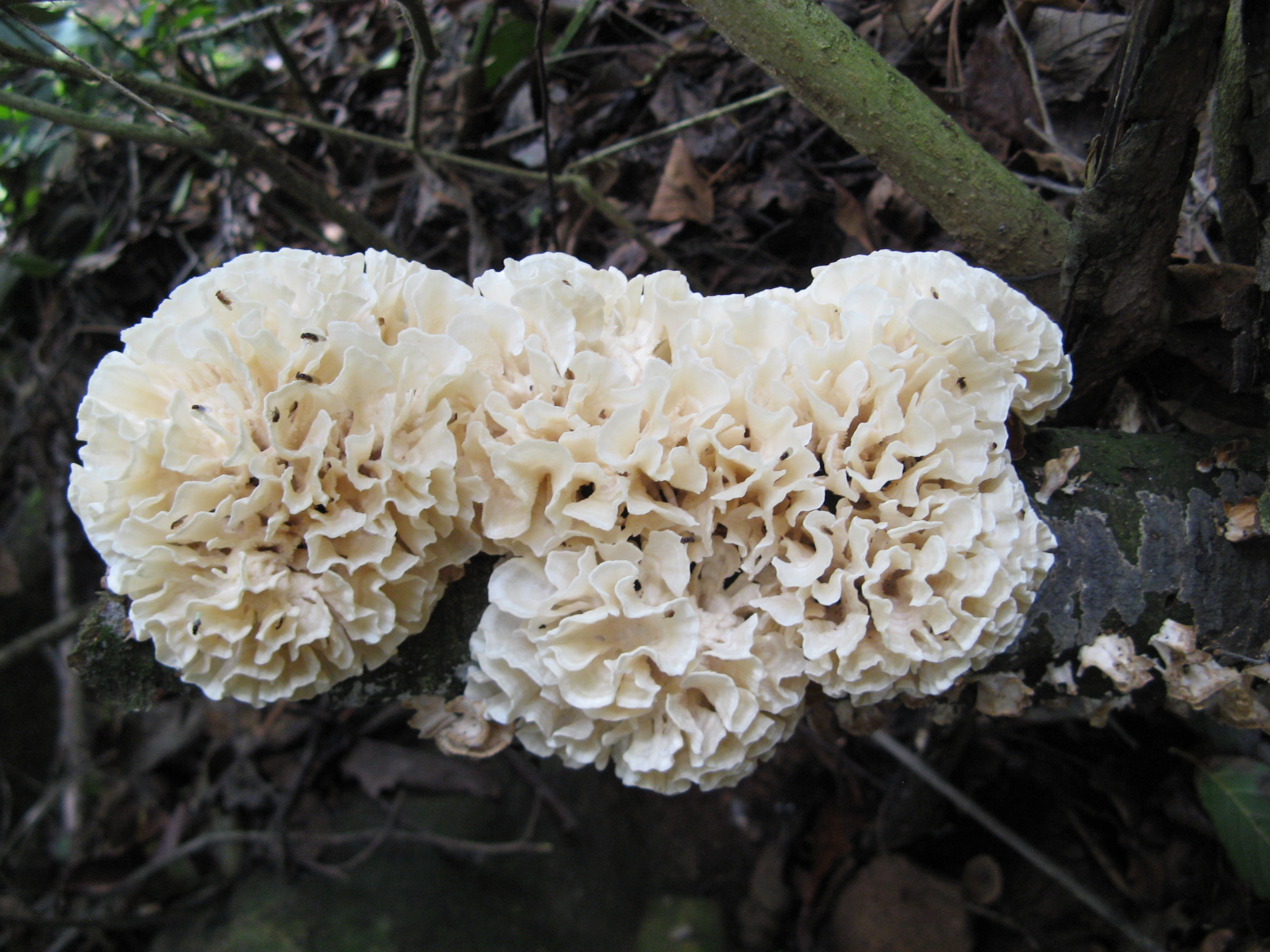
Hydnopolyporus palmatus
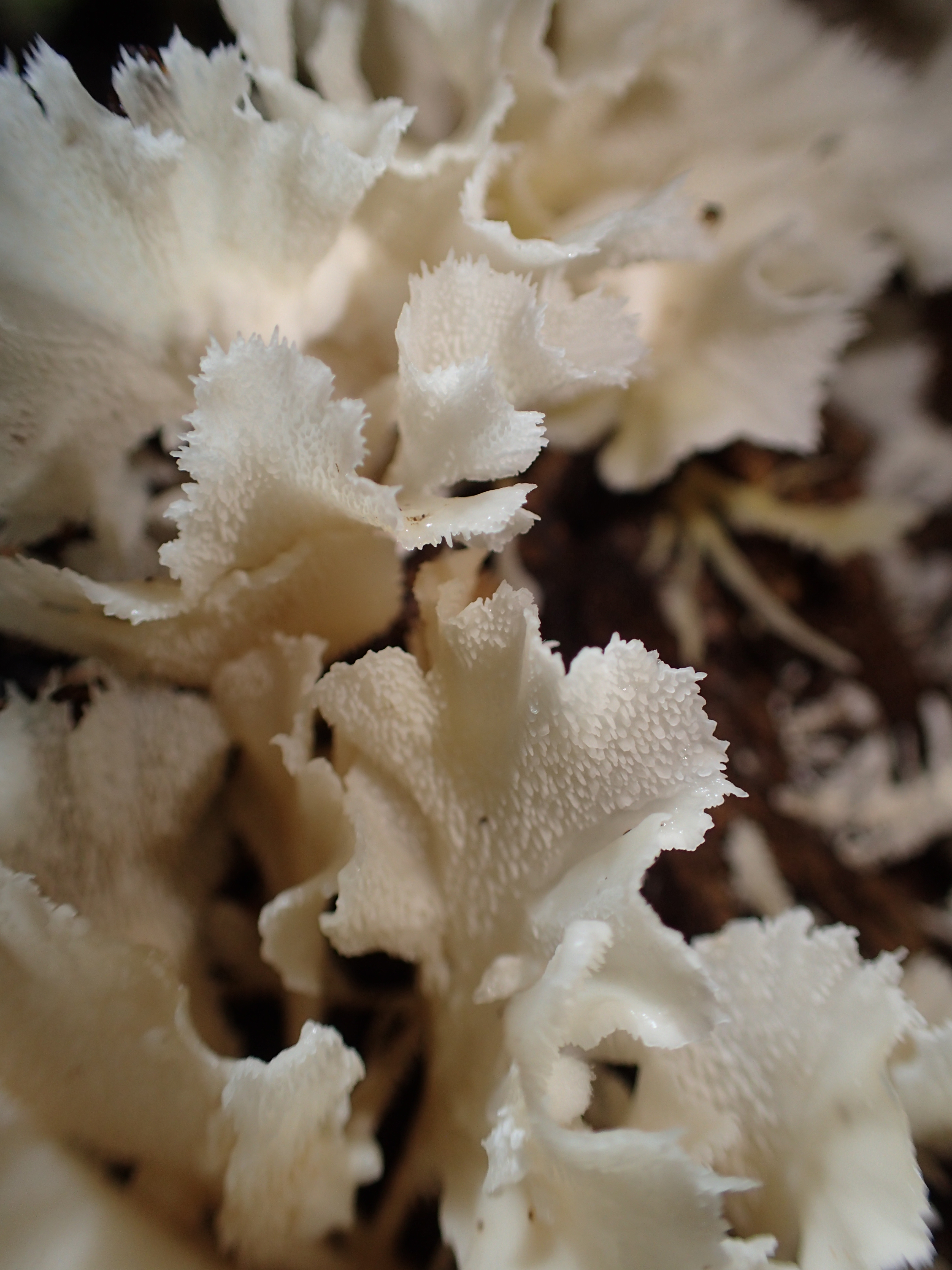
Hydnopolyporus fimbriatus
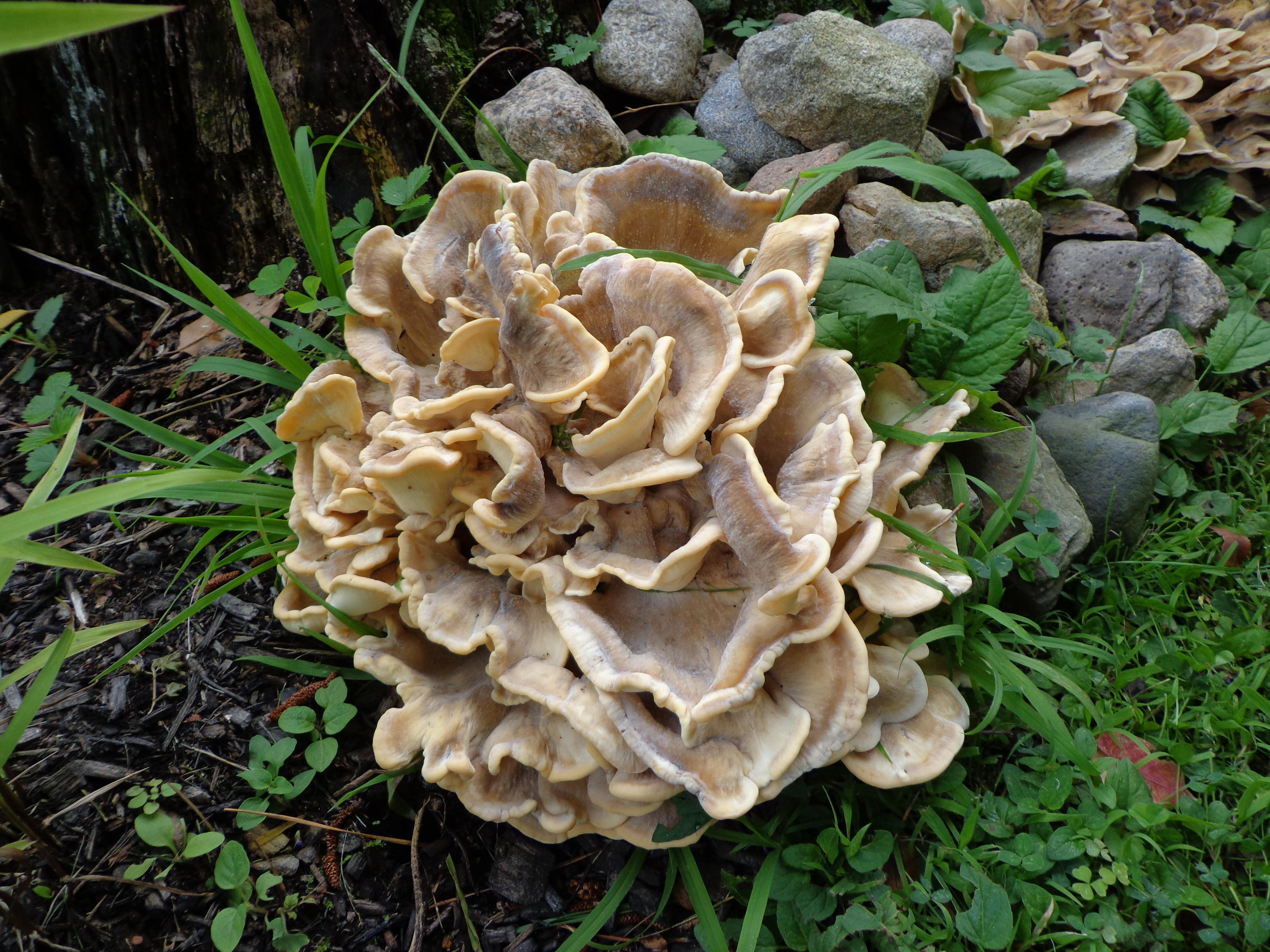
Meripilus sumstinei
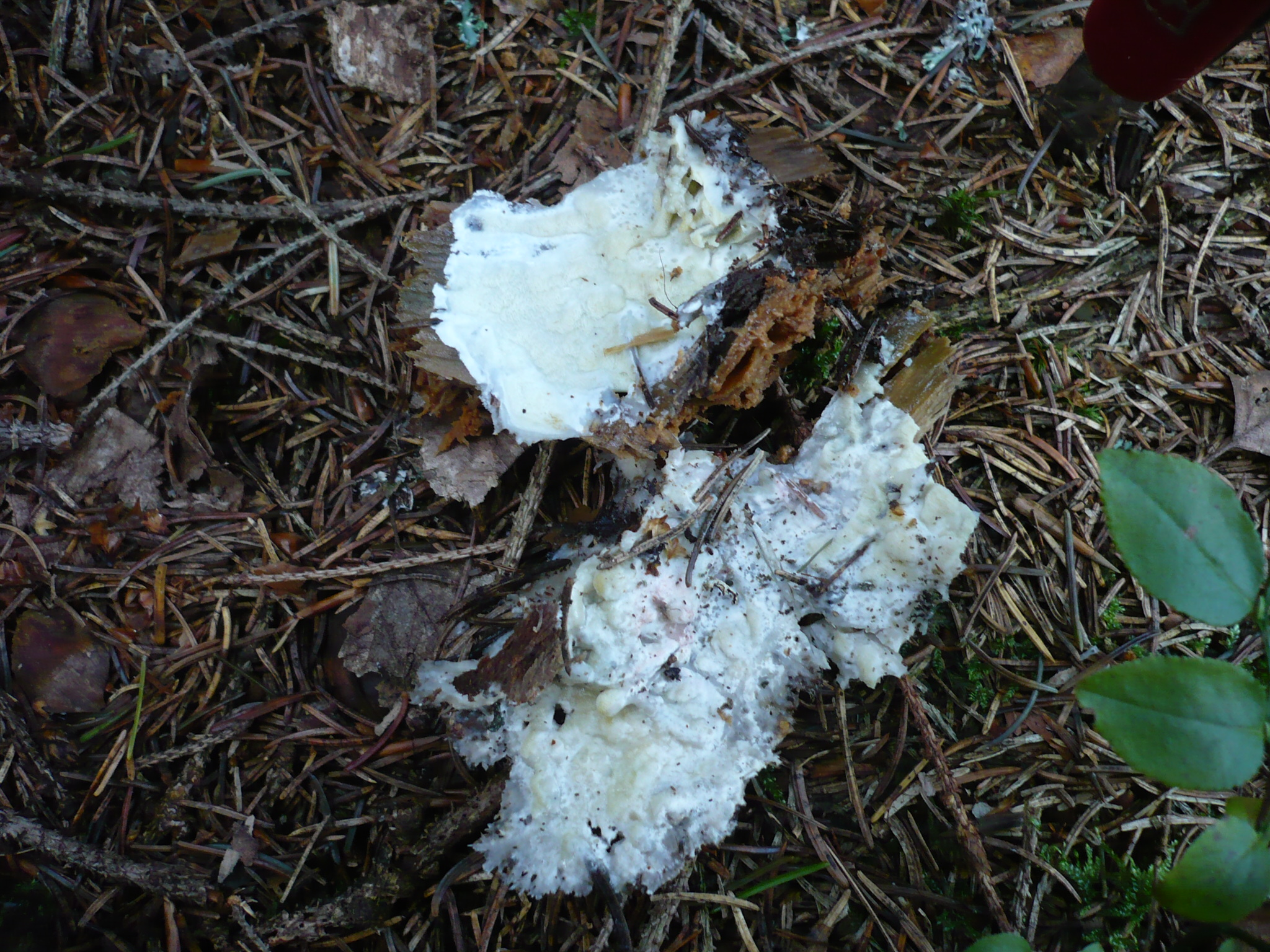
Physisporinus vitreus
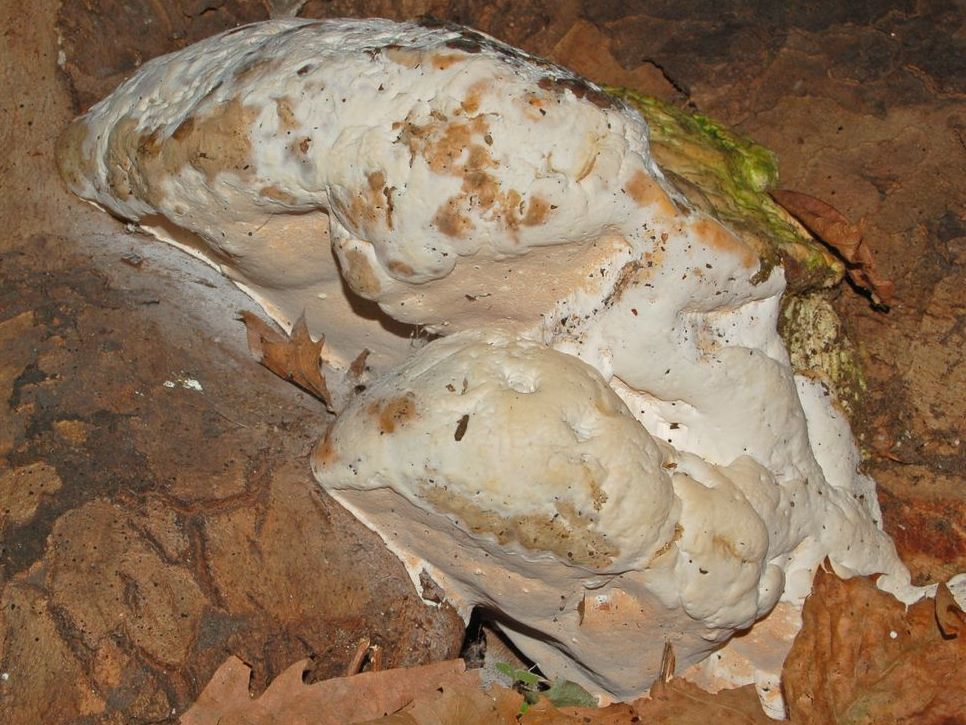
Rigidoporus ulmarius